# پتلواد
پتلواد (به انگلیسی: Petlawad) یک منطقهٔ مسکونی در هند است که در Jhabua district واقع شده‌است. پتلواد ۱۵٬۱۷۵ نفر جمعیت دارد و ۳۸۸ متر بالاتر از سطح دریا واقع شده‌است.